# Hans-Peter Tandecki
Hans-Peter Tandecki (* 22. Februar 1932 in Berlin) ist ein Generalleutnant außer Dienst der Luftwaffe der Bundeswehr.

## Leben
Tandecki begann nach Abschluss der Mittelschule eine Ausbildung zum Feinmechaniker. Von 1953 bis 1956 studierte er an der Deutschen Hochschule für Politik in Berlin.
Im Januar 1957 trat er in die Bundeswehr ein und diente dort später als Personaloffizier, Kompaniechef und S 3. Er wurde Prüfoffizier an der Offizierbewerberprüfzentrale. Von 1965 bis 1967 war er zum 10. Generalstabslehrgang Luftwaffe an der Führungsakademie der Bundeswehr in Hamburg. Anschließend wurde er zum Major befördert und Hilfsreferent im Referat Militärpolitik im Bundesverteidigungsministerium. 1970/71 war er Mitarbeiter im neu gegründeten Planungsstab des Bundesministers der Verteidigung für das Sachgebiet Bündnispolitik und Strategie eingesetzt. Hier erfolgte 1970 seine Beförderung zum Oberstleutnant i. G. Ab 1971 war er für zwei Jahre A 1 der Luftwaffenunterstützungsgruppe Nord. 1973 wurde er zum Oberst i. G. befördert und kam als Referent für Rüstungskontrolle und -begrenzung erneut an das Bundesverteidigungsministerium. 1975 und 76 war er Oberst im Generalstab der Bundeswehr. Bis März 1978 war er Stabsabteilungsleiter Fü L VI (Planung) und dann mit seiner Beförderung zum Brigadegeneral stellvertretender Stabsabteilungsleiter (Militärpolitik und Führung). Ab Januar 1979 war er Leiter der Stabsabteilung III (Militärpolitik und Führung) im Führungsstab der Streitkräfte im Bundesministerium der Verteidigung in Bonn. In dieser Funktion war er auch Leiter der Delegation der Bundesrepublik Deutschland in der High Level Group (HLG) der NATO.
Vom 1. Januar 1979 bis 30. September 1984 (ab April 1979 als Generalmajor) war Tandecki Leiter der Stabsabteilung III „Militärpolitik, Führung“ des Führungsstabes der Streitkräfte im Bundesministerium der Verteidigung und Leiter der Delegation des Bundesrepublik Deutschland in der High Level Group (HLG) der NATO. Von 1984 bis 1989 war er Deutscher Militärischer Vertreter beim NATO-Militärausschuss, bei der Westeuropäischen Union und der Europäischen Union in Brüssel (Belgien). Anschließend trat er aus der Position in den Ruhestand. Im Oktober 1986 wurde berichtet, er habe sich auf einem Schießstand versehentlich am Gesäß verletzt.
Bereits im Mai 1987 war Tandecki von Verteidigungsminister Manfred Wörner aufgefordert worden, seiner Pensionierung zuzustimmen, was er ablehnte. Im Jahr darauf war dann der Personalchef der Bundeswehr, Generalleutnant Dieter Clauß, in Rahmen eines Einsparvorhabens auf Tandecki zugegangen mit der Bitte, einer Versetzung in den einstweiligen Ruhestand zuzustimmen. Tandecki erwiderte, dass er nur mit einer vom Bundespräsidenten Richard von Weizsäcker, welcher solche Frühpensionierungen ohne hinreichende Begründungen eigentlich ablehnte, unterschriebenen Entlassungsurkunde seiner Pensionierung zustimmen würde. Anschließend wurde er von Generalmajor Rolf Hüttel aufgesucht, welcher die Amtsübergabe mit Tandecki besprechen sollte und mitteilte, dass Hüttel das NATO-Amt von Tandecki am 1. April 1989 übernehmen werde. Tandecki, aufgrund dieser Behandlung erbost, schloss sich letztendlich erfolglos einem Protest von ebenfalls betroffenen Bundeswehroffizieren an. Der Bundespräsident unterschrieb anschließend seine Entlassungsurkunde.
1989 wurde er mit dem Großen Verdienstkreuz ausgezeichnet.